# Sandalovina
Sandalovina je naziv za mirisno drvo, koje se dobiva od stabala iz roda Santalum. Drvo je teško i žuto, a za razliku od mnogih drugih aromatskih drva, njegov miris traje desetljećima. Stabla sandalovine rastu sporo te su šume sandala mnogo puta pustošene radi dobivanja drva.
Stabla sandala srednje su visoka i imaju osobine poluparazita. Među najpoznatijim vrstama su: indijski sandal (lat. Santalum album) i australski sandal (lat. Santalum spicatum). Razne vrste sandala rastu u Indiji, Bangladešu, Šri Lanki, Australiji, Indoneziji i na Tihooceanskim otocima. 
Proizvodnja komercijalne sandalovine s visokom razinom mirisnog ulja, zahtijeva stabla starosti najmanje osam godina. Stabla sandala ne sijeku se motornom pilom, nego se ruše s korijenjem pa se iskorištavaju i panj i korijenje. 
Koristi se i u proizvodnji parfema, sapuna i eteričnih ulja. Sandalovo ulje je prejako da se izravno nanosi na kožu pa se prethodno razrjeđuje s drugim uljima. Sandalovina se često koristi u obredima istočnjačkih religija. 